# Natação nos Jogos Olímpicos de Verão de 2024 - 800 m livre masculino
A prova dos 800 m livre masculino da natação nos Jogos Olímpicos de Verão de 2024 ocorreu em 29 e 30 de julho de 2024 na Paris La Défense Arena, em Paris. Um total de 31 nadadores de 24 Comitês Olímpicos Nacionais (CON) participaram do evento.

## Qualificação
Cada Comitê Olímpico Nacional (CON) poderia inscrever no máximo dois nadadores qualificados em cada evento individual, mas somente se ambos atingissem o "tempo de qualificação olímpica" (OQT). Um nadador por evento poderia potencialmente entrar se atingisse o "tempo de consideração olímpica" (OCT), ou se a cota total de 852 competidores não tivesse sido atingida. Os CONs também poderiam inscrever nadadores independentemente do tempo através das vagas de universalidade, mesmo que não tenham atingindo nenhum dos tempos de inscrição padrão (OQT/OCT).
Após o fim da janela de qualificação, a World Aquatics avaliou o número de nadadores que alcançaram o OQT, o número de nadadores somente para as provas de revezamento e o número de vagas de universalidade, antes de convidar aqueles com OCT para cumprir a cota total de 852. Além disso, as vagas no OCT foram distribuídas por evento de acordo com as posições no ranking mundial durante o prazo de qualificação. Para os 800 m livre masculino, o OQT foi de 7min51s65 e o OCT de 7min54s01.

## Formato
A competição consiste em duas rodadas: preliminares e final. Os nadadores com os 8 melhores tempos nas baterias preliminares avançam para a final. Desempates (swim-offs) são utilizados conforme necessário para quebrar os empates de avanço a próxima rodada.

## Calendário
Horário local (UTC+2)
| Data                | Horário | Fase         |
| ------------------- | ------- | ------------ |
| 29 de julho de 2024 | 10:00   | Preliminares |
| 30 de julho de 2024 | 20:00   | Final        |

## Medalhistas
| Ouro   | IRL Daniel Wiffen        |
| Prata  | USA Bobby Finke          |
| Bronze | ITA Gregorio Paltrinieri |

## Recordes
Antes desta competição, os recordes mundiais e olímpicos da prova eram os seguintes:
| Tipo | Atleta             | Tempo   | Local  | Data                |
| ---- | ------------------ | ------- | ------ | ------------------- |
|      | Zhang Lin          | 7:32.12 | Roma   | 29 de julho de 2009 |
|      | Mykhailo Romanchuk | 7:41.28 | Tóquio | 27 de julho de 2021 |

## Resultados

### Preliminares
Os nadadores com os oito melhores tempos, independente da bateria, avançam à final.
| Pos. | Bateria | Raia | Nadador              | CON                | Tempo   | Notas            |
| ---- | ------- | ---- | -------------------- | ------------------ | ------- | ---------------- |
| 1    | 4       | 5    | Daniel Wiffen        | IRL Irlanda        | 7:41.53 | Q                |
| 2    | 3       | 2    | Ahmed Jaouadi        | TUN Tunísia        | 7:42.07 | Q                |
| 3    | 3       | 3    | Gregorio Paltrinieri | ITA Itália         | 7:42.48 | Q                |
| 4    | 4       | 3    | Elijah Winnington    | AUS Austrália      | 7:42.86 | Q                |
| 5    | 3       | 4    | Bobby Finke          | USA Estados Unidos | 7:43.00 | Q                |
| 6    | 3       | 5    | Sven Schwarz         | GER Alemanha       | 7:43.67 | Q                |
| 7    | 3       | 7    | Luca De Tullio       | ITA Itália         | 7:44.07 | Q                |
| 8    | 2       | 8    | David Aubry          | FRA França         | 7:44.59 | Q                |
| 9    | 4       | 4    | Samuel Short         | AUS Austrália      | 7:46.83 |                  |
| 10   | 3       | 8    | Fei Liwei            | CHN China          | 7:47.11 |                  |
| 11   | 2       | 4    | Kuzey Tunçelli       | TUR Turquia        | 7:47.29 | Recorde nacional |
| 12   | 4       | 6    | Florian Wellbrock    | GER Alemanha       | 7:47.91 |                  |
| 13   | 1       | 6    | Felix Auböck         | AUT Áustria        | 7:48.49 |                  |
| 14   | 2       | 7    | Zalán Sárkány        | HUN Hungria        | 7:48.90 |                  |
| 15   | 4       | 2    | Luke Whitlock        | USA Estados Unidos | 7:49.26 |                  |
| 16   | 3       | 1    | Victor Johansson     | SWE Suécia         | 7:49.47 |                  |
| 17   | 3       | 6    | Mykhailo Romanchuk   | UKR Ucrânia        | 7:49.75 |                  |
| 18   | 1       | 3    | Carlos Garach        | ESP Espanha        | 7:50.07 |                  |
| 19   | 1       | 7    | Lucas Henveaux       | BEL Bélgica        | 7:51.51 | Recorde nacional |
| 20   | 4       | 7    | Guilherme Costa      | BRA Brasil         | 7:54.41 |                  |
| 21   | 4       | 8    | Zhang Zhanshuo       | CHN China          | 7:54.44 |                  |
| 22   | 1       | 5    | Ilia Sibirtsev       | UZB Uzbequistão    | 7:56.67 |                  |
| 23   | 2       | 3    | Pacome Bricout       | FRA França         | 7:57.32 |                  |
| 24   | 2       | 2    | Jon Jøntvedt         | NOR Noruega        | 7:59.16 |                  |
| 25   | 2       | 1    | Henrik Christiansen  | NOR Noruega        | 8:00.55 |                  |
| 26   | 2       | 5    | Dimitrios Markos     | GRE Grécia         | 8:01.37 |                  |
| 27   | 4       | 1    | Marwan Elkamash      | EGY Egito          | 8:07.00 |                  |
| 28   | 1       | 2    | Nguyễn Huy Hoàng     | VIE Vietnã         | 8:08.39 |                  |
| 29   | 2       | 6    | Alfonso Mestre       | VEN Venezuela      | 8:12.03 |                  |
| 30   | 1       | 4    | Vlad Stancu          | ROU Romênia        | 8:20.78 |                  |
| 31   | 1       | 1    | Théo Druenne         | MON Mônaco         | 8:25.01 |                  |

### Final
Os três nadadores mais rápidos na final conquistam as medalhas.
| Pos.              | Raia | Nadador              | CON                | Tempo   | Notas |
| ----------------- | ---- | -------------------- | ------------------ | ------- | ----- |
| Medalha de ouro   | 4    | Daniel Wiffen        | IRL Irlanda        | 7:38.19 | ,     |
| Medalha de prata  | 2    | Bobby Finke          | USA Estados Unidos | 7:38.75 |       |
| Medalha de bronze | 3    | Gregorio Paltrinieri | ITA Itália         | 7:39.38 |       |
| 4                 | 5    | Ahmed Jaouadi        | TUN Tunísia        | 7:42.83 |       |
| 5                 | 7    | Sven Schwarz         | GER Alemanha       | 7:43.59 |       |
| 5                 | 8    | David Aubry          | FRA França         | 7:43.59 |       |
| 7                 | 1    | Luca De Tullio       | ITA Itália         | 7:46.16 |       |
| 8                 | 6    | Elijah Winnington    | AUS Austrália      | 7:48.36 |       |

Legenda
| Recorde mundial      | Recorde mundial (World record)               |                       | Recorde africano                      | Recorde africano (African) |                                           | Q | Classificado por posição (Qualified) |
| Recorde olímpico     | Recorde olímpico (Olympic record)            | Recorde da América    | Recorde da América (Americas)         | q                          | Classificado por melhor tempo (Qualified) |   |                                      |
| Melhor marca do ano  | Melhor marca do ano (World leading)          | Recorde asiático      | Recorde asiático (Asian)              | DNS                        | Não largou (Did not start)                |   |                                      |
| Recorde nacional     | Recorde nacional (National record)           | Recorde europeu       | Recorde europeu (European)            | DNF                        | Não terminou (Did not finish)             |   |                                      |
| Recorde pessoal      | Recorde pessoal do atleta (Personal best)    | Recorde da Oceania    | Recorde da Oceania (Oceania)          | DSQ / DQ                   | Desclassificado (Disqualified)            |   |                                      |
| Recorde da temporada | Recorde da temporada do atleta (Season best) | Recorde sul-americano | Recorde sul-americano (South America) | NM                         | Sem marca (No mark)                       |   |                                      |